# Distrito de Bijapur (Karnataka)
Bijapur (en canarés; ವಿಜಾಪುರ ) es un distrito de India, en el estado de Karnataka. 
Comprende una superficie de 10 541 km².
El centro administrativo es la ciudad de Bijapur.

## Demografía
Según censo 2011 contaba con una población total de 2 175 102 habitantes.